# ZINGI
ZINGI（ジンギ）は、日本のヒップホップグループ。

## メンバー
- MC仁義　（本名：本木 茂、1966年10月12日生まれ）
アニメ、特撮に造詣が深く、アニソンDJ、アニパンクのボーカルとしても活動している。また、Geru-c閣下としてアイドルのプロデュースも行う。
- 童子-T　【一時期「DOHZI-T」】　（本名：竹末 充）
- 凱（ガイ）　【元・弘児、忍火 凱（シノビ ガイ）】　（本名：松永 弘二）
- 魔梵　【元・MAR】　（本名：笹本 昌幸）
- G.M-KAZ　【元・DJ 893】　（本名：石嶋 和雄）
- DJ BASS　【元・DJ BASE】 （本名：山内  愛泰）
FAKE?のDJとしても活動している。INORANのDJを2011年まで担当。

## 脱退メンバー
- MC-ROCK　（本名：斉藤 知広）

## 略歴
- 1990年 ZINGIの前身「リボルド・サフレイジ」結成。
- 1991年 「Check Your Mike Contest」にて優勝。ZINGIに改名し、ファイルレコードから『ZINGI』でデビュー。RHYMESTER、EAST ENDらとの「YOUNG MC'S IN TOWN」、CRAZY-Aらとの「WATCH ME」といったイベントに参加。「ライム遊戯」を主催。
- 1992年 2ndアルバム『渋谷無宿』リリース。MC-ROCK脱退。
- 1994年 童子-T一時脱退。3rdアルバム『夢』リリース。ZINGIのセキュリティーをしていたMAR（現：魔梵）が加入。
- 1996年 童子-Tの呼びかけにより4thアルバム『TOKYO TRIBE』リリース。その後活動休止。
この頃、LITTLEがZINGIのFAMILYに在籍していた。

- 2000年 「ライム遊戯」復活。
- 2001年 CRAZY-Aの要請により、「B-BOY PARK 2001」のテーマソング「TOKYO TRIBE 外伝」をリリース。
- 2005年 LITTLEのアルバム『LIFE』に収録された「HARD硬派 Part2 feat.ZINGI」に客演。
- 2007年 G.K.MARYAN主催の「2007-2008 DELUX RELAX 年越SPECIAL『鉄則』」に出演。
- 2010年 映画『BECK』劇中の音楽フェスティバル「グレイトフルサウンド」に出演。
- 2022年 GASBOYSのギター男追悼イベント「ギター男さん楽しい8回忌」に出演。

## ディスコグラフィ
- ZINGI（アルバム・1991年10月5日）
- 渋谷無宿（ミニアルバム・1992年6月13日）
- 夢（アルバム・1994年1月21日）
- Night Train（シングル・1995年9月21日）
- TOKYO TRIBE（アルバム・1996年2月21日）